# 佐藤英一郎
佐藤 英一郎（さとう えいいちろう、1928年（昭和3年） - 1983年（昭和58年）9月7日）は、日本の教育学者。

## 来歴・人物
東京生まれ。1950年（昭和25年）東京文理科大学（現・筑波大学）教育学科卒。1952年（昭和27年）同大学院研究科中退。埼玉大学教育学部助手、東京都立教育研究所研究員、専修大学文学部助教授、教授。妻は川嶋孝彦の二女・豊子。

## 著書
- 『欧米教育小史』東洋館出版社 1967
- 『教育改革の系譜と思想 近代欧米における市民革命と教育』明治図書出版 1972
- 『西洋教育史』秀英出版 教職課程選書　1975
- 『大教育家 生涯と思想』金子書房 1982
- 『ルソーの旅 私のルソー探究』金子書房 1984
- 『日本の近代化と教育改革』金子書房 1987

### 共著
- 『社会認識の教育 日本の社会科を考える』斎藤秋男,小山毅共著 東洋館出版社 1969
- 『世界教育史大系 10 フランス教育史 2』共著 講談社 1975